# Wüstenbussard

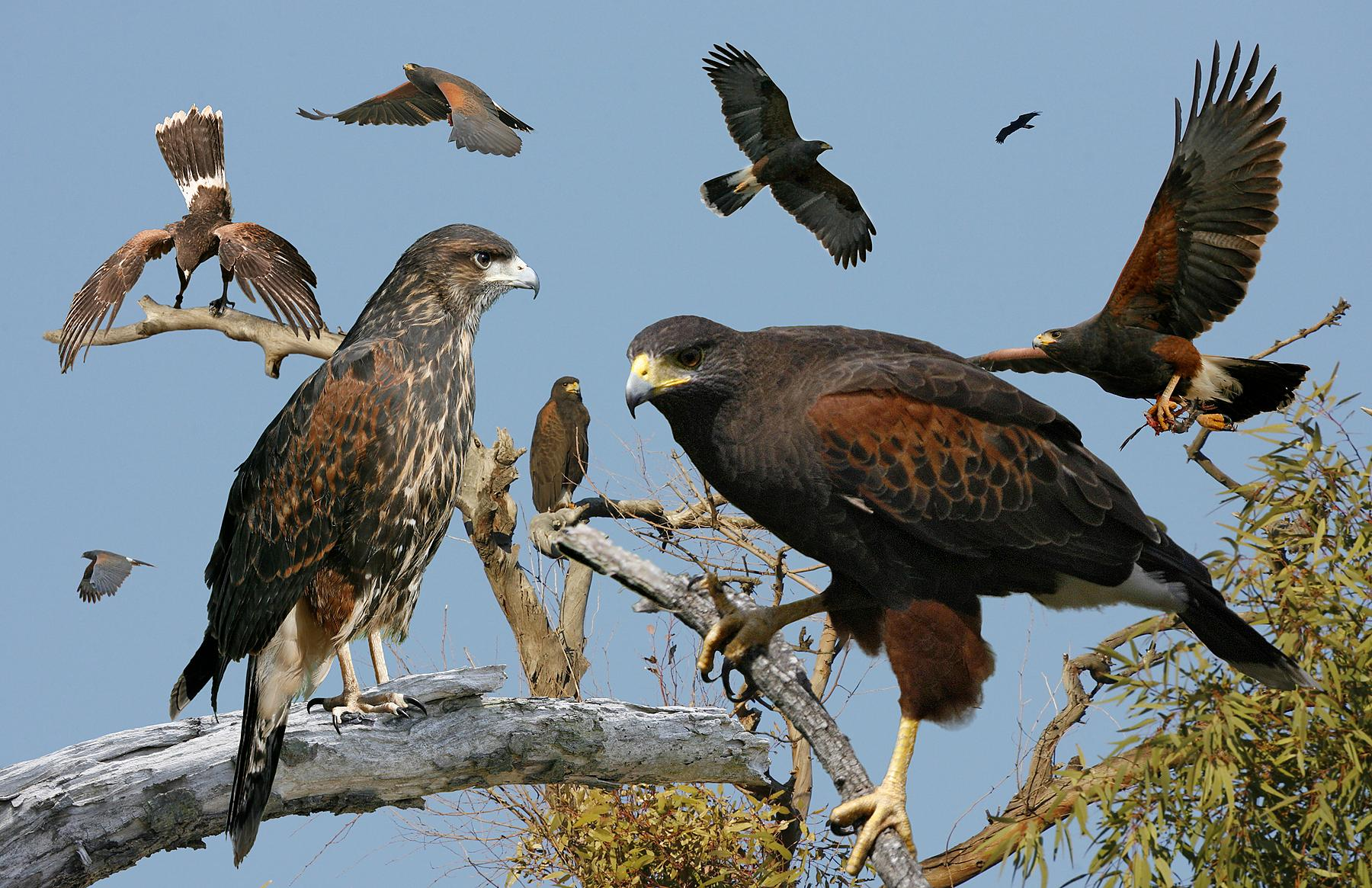
Illustration

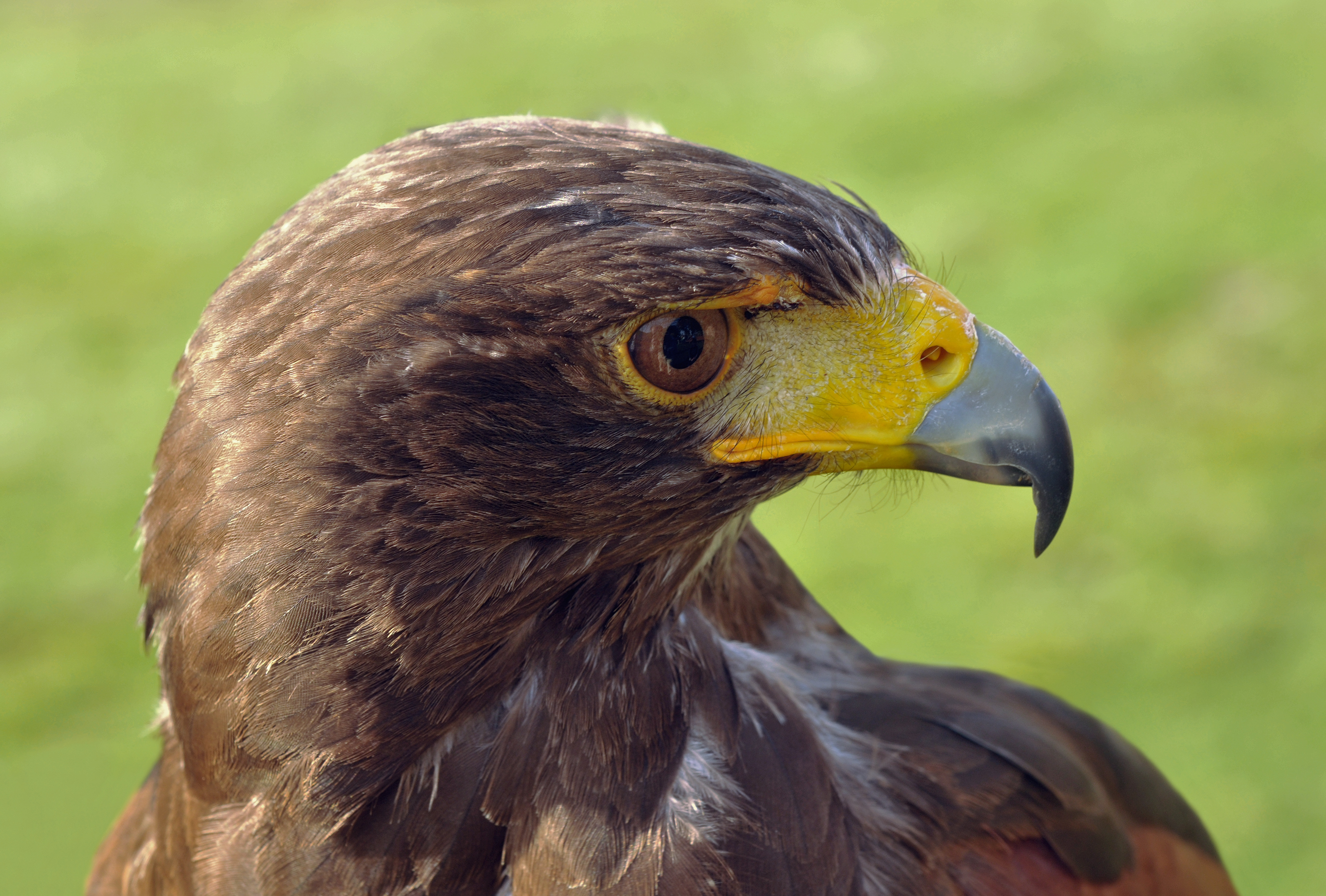
Porträt des Wüstenbussards im Wildpark Neuhaus.

Der Wüstenbussard (Parabuteo unicinctus) (Parabuteo „dem Bussard ähnlich“), häufig auch mit seinem englischen Namen Harris’s Hawk bezeichnet, ist eine mittelgroße Greifvogelart aus der Familie der Habichtartigen (Accipitridae).
Wüstenbussarde sind die einzige Greifvogelart, die in Gruppen jagt. Sie stehen aufgrund des Washingtoner Artenschutzabkommens laut Anhang II (CITES) unter Schutz.

## Äußere Merkmale
Wüstenbussarde erreichen eine Flügelspannweite von 110 bis 120 cm bei einer Körperlänge von 55 bis 60 cm und einem Gewicht von 750 bis 1100 Gramm. Die Weibchen sind rund zehn Prozent größer als ihre männlichen Artgenossen. Das Federkleid ist überwiegend dunkelbraun, die Beinbefiederung, vor allem im Alter, rötlichbraun gefärbt. Auch an den Schultern zeichnet sich eine rötlichbraune Färbung ab. Deutlich heller, beinahe cremefarben, sind Bauch- und Brustseite. Auffallend ist das weiße Gefieder auf der Schwanzunterseite. Der lange, kräftige Schnabel ist am Ansatz gelb und geht über hellgrau bis dunkelgrau an seiner Spitze.

## Lebensweise
Wüstenbussarde leben in kleinen, lockeren Familienverbänden, gehen aber entgegen vielen Behauptungen keine lebenslangen Bindungen ein. Die Gruppenstärke variiert, häufig liegt sie aber bei fünf Vögeln, wobei ein dominantes Weibchen die Gruppe anführt. Eine Gruppe nimmt ein Revier von circa 5 km² in Anspruch. Im Winter können sich Großgruppen formieren, die meist bis zu zehn Vögeln groß, aber im Ausnahmefall bis zu 18 Vögel umfassen können. Im Familienverband kann es zu monogamen, polyandre und polygynen Paarungen kommen. Hauptfeinde sind je nach Verbreitungsgebiet große Eulen, Raben und Kojoten. Die große Abneigung gegen Kojoten kann bei der Haltung in Gefangenschaft auf Hunde übertragen werden. Freilebende Wüstenbussarde werden zwischen zehn und fünfzehn Jahre alt. In Gefangenschaft gehaltene Tiere können bis zu 37 Jahre alt werden. Häufigste Todesursache in den USA ist Stromschlag.

## Fortpflanzung
Mit 18 bis 24 Monaten erreichen Wüstenbussarde die Geschlechtsreife. In guten Jagdgebieten können sie ganzjährig brüten. Das Nest liegt meist auf Kakteen, Kiefern oder Bäumen von fünf bis zehn Metern Höhe. Das Nistmaterial besteht aus Moos, Wurzeln, Zweigen und weiteren Pflanzenteilen und wird mit Haaren und Federn ausgepolstert. Gebaut wird der Horst meistens sehr flach. Das Männchen übernimmt den Grundbau, das Weibchen vollendet das Nest. Es kommt vor, dass bis zu drei Männchen an einem Nest bauen. Das Weibchen legt im März (erste Brut im Jahr) im Abstand von je drei Tagen etwa zwei bis fünf Eier, die Anzahl ist vom Nahrungsangebot abhängig. Die Eier sind hühnereigroß, weiß und haben einen leicht bläulichen Schimmer. Das Weibchen brütet, die Männchen gehen auf Nahrungssuche, verteidigen aber auch das Nest. Die Brutzeit dauert 33 bis 35 Tage. Auch an der Aufzucht und Verteidigung der Jungen beteiligen sich mehrere Vögel. 17 Tage nach dem Schlüpfen sind die Jungvögel bereits am ganzen Körper befiedert. Etwa 40 Tage nach dem Schlüpfen sind die Jungvögel flügge und verlassen zeitweise das Nest, bleiben aber noch zwei bis drei Monate in dessen Nähe. Jungvögel besitzen noch nicht das soziale Verhalten der Altvögel. Bei gutem Nahrungsangebot kann ein Wüstenbussardpaar bis zu drei Mal im Jahr brüten. Ein Familienverband kann bis zu drei Jahre bestehen. Die Jungvögel aus dem Vorjahr beteiligen sich jeweils an der Pflege der neuen Geschwister.

## Jagd

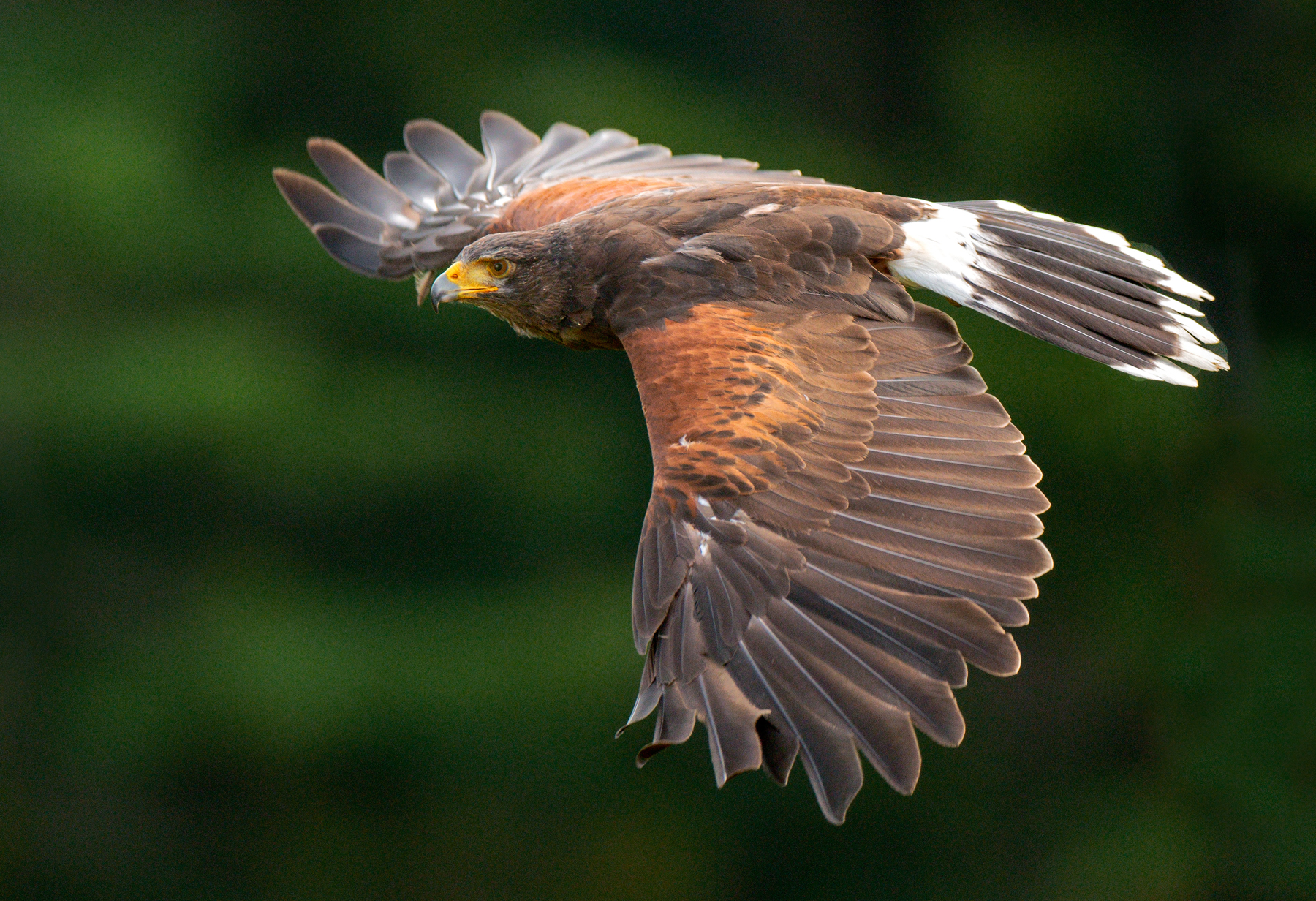
Wüstenbussard fliegend

Wüstenbussarde jagen in der Gruppe, angeführt von einem älteren, erfahrenen Vogel. Dabei ist ein Wüstenbussard nicht ganz so wendig wie ein Habicht, hält aber eine längere Entfernung in der Verfolgung aus. Die angewandten Gruppenstrategien der Vögel sind unterschiedlich. So jagen sie von Ansitzen wie Kakteen oder Telefonmasten aus und verfolgen flüchtende Beute im Stafettenflug, oder sie kreisen von ihren Ansitzen aus ein und schneiden ihr somit den Rück- oder Fluchtweg ab. Verkriecht sich eine Beute im Dickicht, landen einige Vögel und treiben sie zu Fuß wieder ins Freie, wo sie von auf Ansitzen wartenden Mitgliedern der Gruppe erlegt oder geschlagen wird. Die Arbeitsteilung bei der Jagd ist dabei nicht starr festgelegt und ändert sich von Situation zu Situation. So betätigen sich manche Vögel mal als Treiber am Boden, mal als Jäger in der Luft. Meist verfolgen die kleineren, wendigeren Männchen die Beute, während die größeren, kräftigeren Weibchen das Töten übernehmen. Die Gruppe verspeist die Beute zusammen. Das Beutespektrum reicht von Insekten, Kleinvögeln über Eidechsen, Schlangen, Nagetiere bis hin zu Nilgänsen und Kaninchen. Bei einer Verfolgung von Eidechsen fängt der Wüstenbussard auch an zu scharren, ähnlich wie der Wespenbussard.

## Lebensraum
Entgegen seinem Namen bewohnt der Wüstenbussard unterschiedliche Habitate. Neben trockenen bis halbtrockenen Wüsten, Halbwüsten und Steppen trifft man ihn ebenfalls in Sumpfgebieten, spärlich bewachsenem Grasland mit geringem Baumbestand und bis in gut 1000 Metern Höhe an. Manche Zoologen vermuten, dass seine soziale Lebensweise eine Überlebensstrategie ist, welche auf das karge Dasein in trockenen Gebieten zurückzuführen ist. In letzten Jahren besiedelten sie zunehmend stadtnahe und städtische Gebiete. Die Reviergröße schwankt zwischen 50 und 1600 Hektar.

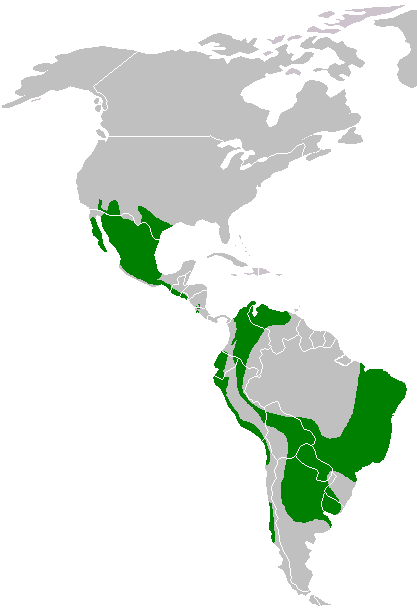
Verbreitungskarte des Wüstenbussards

## Unterarten
Es sind drei Unterarten bekannt, die sich hauptsächlich in der Zeichnung ihres Gefieders unterscheiden.
- Parabuteo unicinctus harrisi (Audubon, 1837)[4]

Hellbraune Fleckenzeichnung an Brust und Bauch.
- Parabuteo unicinctus superior van Rossem, 1942[5]

Schultern ockergelb, Beine rosarot. Größte Unterart.
- Parabuteo unicinctus unicinctus Temminck, 1824[6]

Teils werden nur die Unterarten harrisi und unicinctus anerkannt. Sein nächster Verwandter ist der Weißbürzelbussard.
Die International Ornithologists’ Union sieht in P. u.superior als Synonym zu P. u. harrisi.

## Verbreitung
Das Verbreitungsgebiet des Wüstenbussards reicht vom Südwesten der USA über Mexiko und Mittelamerika bis nach Patagonien.
Das Verbreitungsgebiet der einzelnen Unterarten ist wie folgt:
Parabuteo unicinctus harrisi lebt im südlichen Texas, in Mexiko (ohne Nordwest-Mexiko), in Mittelamerika bis ins westliche Ecuador und im Norden Perus.
Parabuteo unicinctus superior lebt im südöstlichen Kalifornien, im südwestlichen Arizona und im westlichen Mexiko.
Parabuteo unicinctus unicinctus lebt in Südchile, Mittelargentinien, Paraguay, Brasilien und im östlichen Venezuela.

## Etymologie und Forschungsgeschichte
Die Erstbeschreibung des Wüstenbussards erfolgte 1824 durch Coenraad Jacob Temminck unter dem wissenschaftlichen Namen Falco unicinctus. Das Typusexemplar wurde von Auguste de Saint-Hilaire am Río Grande bei Boa Vista gesammelt. 1874 führte Robert Ridgway die für die Wissenschaft neue Gattung Parabuteo für den Wüstenbussard ein. Dieser Begriff leitet sich παρα para für nahe und lateinisch buteo, buteonis ‚Bussard‘ ab. Der Artname unicinctus ist ein Wortgebilde aus lateinisch uni-, unus ‚einzel-, eins‘ und lateinisch cinctus, cingere ‚gebänder, umkreisen‘. Harrisi ist Edward Harris (1799–1863) gewidmet. Superior hat seinen Ursprung in lateinisch superior, superioris, superus ‚höher, größer, über‘. Alfred Laubmann  betrachtete die Art als weit verbreitet in Südamerika. Ihm lagen zwei Bälge gesammelt bei den „Gran-Chaco-Expeditionen“ durch Hans Krieg (1888–1970) und Eugen Josef Robert Schuhmacher (1906–1973) zur Analyse vor. So sah er Nachweise der Art für Lambaré, Luque, Villarrica, Sapucai und Ajos.

## Falknerei

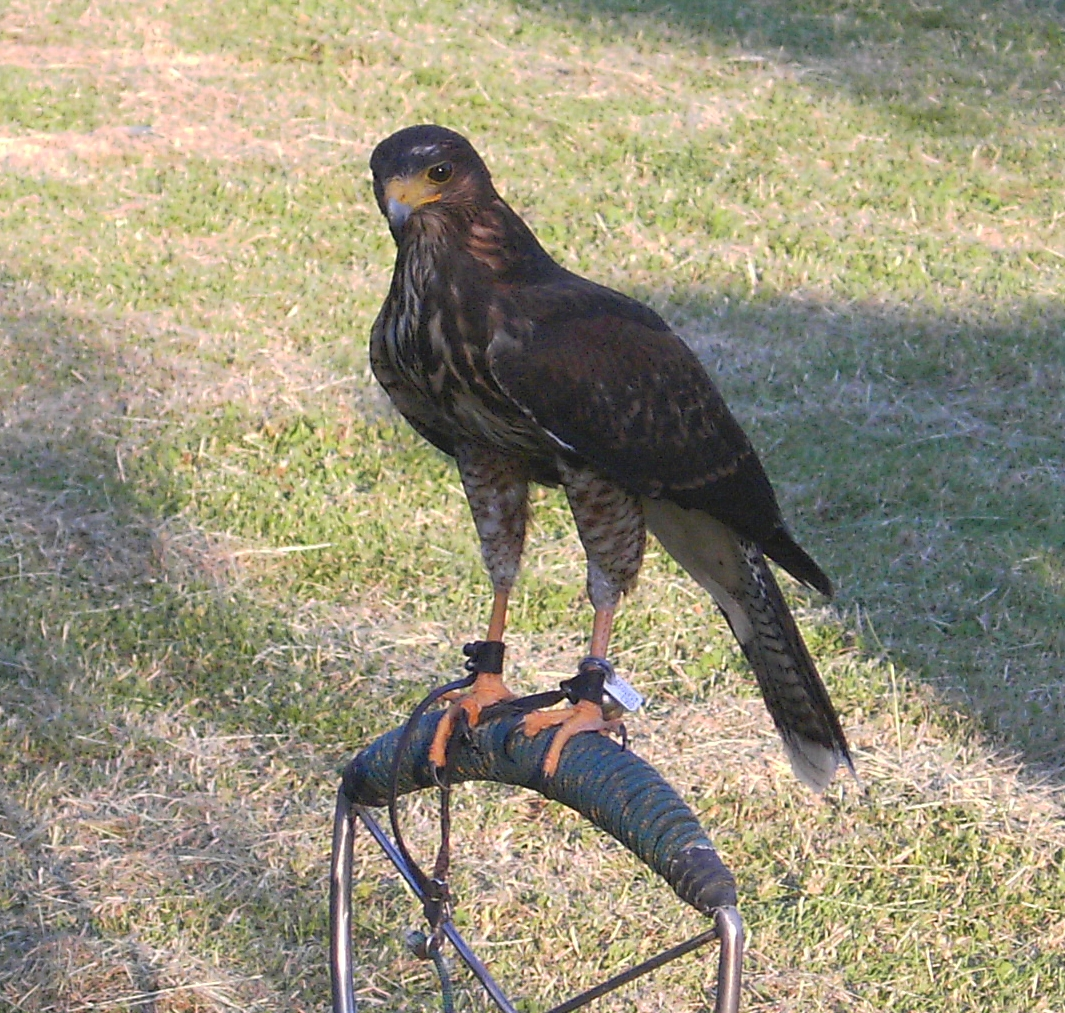
Falkner Wüstenbussard auf Sprenkel

Erst Ende der 1930er Jahre begann die Falknerei mit dem Wüstenbussard in den USA. Ab den 1960er Jahren nahm dann die Nutzung in des Wüstenbussards in den USA immer mehr zu. Ab Mitte der 1980er wurden Wüstenbussarde auch außerhalb den USA zur Falknerei genutzt. Ab Mitte der 1990er kam es zu vermehrten Nutzung als Beizvogel in Deutschland. Er gilt als vielseitigster und anpassungsfähigster Beizvogel. In Nordamerika und Europa wurde er zur meist genutzten Greifvogelart in der Falknerei. Auf Grund seiner Beutetiere gilt er unter Falknern als mit dem Habicht vergleichbar. Dabei ist er leichter zu halten und zu züchten. Falknern wird empfohlen Wüstenbussarde aus Altvogelaufzucht zu verwenden, da diese besser für die Kompaniejagd verwendet werden können. Auch die mit ihm durchführbare Jagd mit zwei oder mehr Vögel erhöhte sein Beliebtheit bei Falknern. In der Zucht erzeugte man Hybride mit den Arten Rotschwanzbussard, Königsrauhfußbussard, Mäusebussard, Rundschwanzsperber, Habicht, Steppenadler und Steinadler. In Großbritannien kam es in der Natur zur Hybridisation zwischen einem Wüstenbussard, der einem Falkner entflogen war, und einem Mäusebussard. Falkner jagen in Europa meist Kaninchen, Hasen, Fasan, Enten und Krähen.